# Natatolana angula
Natatolana angula är en kräftdjursart som beskrevs av Bruce1986. Natatolana angula ingår i släktet Natatolana och familjen Cirolanidae. Inga underarter finns listade i Catalogue of Life.